# دالاس برات
دالاس برات (بالإنجليزية: Dallas Pratt)‏ هو طبيب نفسي أمريكي، ولد في 21 أغسطس 1914 في آيسلب في الولايات المتحدة، وتوفي في 20 مايو 1994.